# Martha Layne Collins
Pour les articles homonymes, voir Layne et Collins.
Martha Layne Collins, née le 7 décembre 1936 est une femme politique démocrate américaine. Elle est la première femme et la 56e gouverneur du Kentucky entre 1983 et 1987.

## Sources
- (en) Cet article est partiellement ou en totalité issu de l’article de Wikipédia en anglais intitulé « Martha Layne Collins » (voir la liste des auteurs).